# Ruth Strang
Ruth May Strang (* 3. April 1895 in Chatham; † 3. Januar 1971 in Amityville) war eine US-amerikanische Psychologin und Pädagogin, deren Forschungsschwerpunkt auf der Kinder- und Jugendpsychologie lag. Sie war drei Jahrzehnte lang Professorin am Teachers College in New York City.

## Leben
Sie war die Tochter des Landwirtes Charles Garret Strang und der Hausfrau Anna Strang, geb. Bergen, und sie hatte zwei Brüder. Während ihrer Kindheit zog die Familie häufig um und sie begleitete ihre Familie in verschiedene Städte in New Jersey, Long Island und Arizona. Nachdem sie sich schließlich in Brooklyn, New York, niedergelassen hatten, besuchte sie dort die Adelphi Academy. Danach nahm sie ein zweijähriges Studium der Haushaltswissenschaften am Pratt Institute in Brooklyn auf, das sie 1916 abschloss. Anschließend unterrichtete sie Hauswirtschaft in einem einkommensschwachen Viertel von New York City. Gegen den Willen ihrer Familie nahm sie danach ein Studium am Teachers College der Columbia University auf. In den folgenden sechs Jahren erwarb sie 1922 einen B.Sc., 1924 einen M.A. und schließlich 1926 einen Ph.D. Gleichzeitig hatte sie eine Reihe von Positionen am College übernommen, darunter 1924 die Aufsicht über die Gesundheitserziehung an der Horace Mann School und 1925 eine Forschungsassistenz in Psychologie.
Nach ihrer Promotion arbeitete sie im Rahmen eines Forschungsstipendiums der Schule über nationale Trends in der Personalverwaltung für Studenten. 1929 begann ihre drei Jahrzehnte währende Karriere am Teachers College als Assistenzprofessorin für Pädagogik, 1936 wurde sie hier außerordentliche und 1940 ordentliche Professorin. Nach ihrer Emeritierung am Teachers College wurde sie im Sommer 1960 Professorin für Pädagogik an der University of California. Im Herbst desselben Jahres wechselte sie aufgrund ihrer früheren Erfahrungen im Bereich des Leseunterrichts an die University of Arizona, wo sie bis 1968 als Professorin für Pädagogik und Leiterin des Leseförderungszentrums tätig war. Nach einer einjährigen Gastprofessur am Ontario Institute for Studies in Education der University of Toronto beendete sie ihre berufliche Tätigkeit und setzte sich in Amityville zur Ruhe.

## Werk
Ihre Hauptforschungsgebiete waren die Kinder- und Jugendpsychologie, aber sie arbeitete auch in Bereichen, die mit der Verbesserung des Lesens zusammenhängen. Durch die Gründung der American Association for Gifted Children (AAGC) machten Strang und ihre Kollegen Lehrer, Berater und Eltern auf die Bedürfnisse begabter, talentierter und kreativer Schüler in den Vereinigten Staaten aufmerksam. Ihr Wirken unterstrich die Bedeutung des Einsatzes für begabte Schüler und trug dazu bei, das Bewusstsein für die Forschung über Begabung und Begabtenförderung zu schärfen.

## Ehrungen/Positionen
- 1946 gründeten Strang und Pauline Williamson die American Association for Gifted Children, deren Direktorin sie zeitweise war.
- Mitglied im board of directors of the International Council for the Improvement of Reading Instruction
- Mitglied in der National Society for the Study of Education (Vorsitz 1960)
- Mitglied der National Association of Remedial Teachers (Präsidentin 1955)
- Mitglied der American Psychological Association
- Fellow der American Association for the Advancement of Science
- Mitglied der Research Association and the National Education Association
- Mitglied der American Association of Applied Psychology
- Mitglied der American Public Health Association
- Mitglied der britischen Royal Society of Health
- Nach ihrem Tod gründete die National Association for Women in Education den Ruth Strang Research Award für Studierende und Forscher im Bereich der Frauenforschung.

## Privates
Strang war nicht verheiratet und verstarb in ihrem 76. Lebensjahr an Arteriosklerose.

## Publikationen (Auswahl)
Monografien
- Reading diagnosis and remediation. International Reading Association 1968.
- Diagnostic Teaching of Reading. McGraw-Hill, New York 1964.
- Helping your child develop his potentialities. Dutton, New York 1965.
- The Adolescent Views Himself: A Psychology of Adolescence. McGraw-Hill, New York 1957.
- The Role of the Teacher in Personnel Work. Teachers College, Columbia University, New York City 1953.
- Counseling technics in college and secondary school. Harper, New York 1949.
- Educational Guidance: Its Principles and Practices. MacMillan, New York 1947.
- Group Work in Education. Harper & Brothers, New York 1946.
- Every teacher's records. Teachers College, Columbia University, New York 1942.
- Explorations in Reading Patterns (1942).
- Problems in the Improvement of Reading in Secondary Schools and High Schools (1938)
- An introduction to child-study. Mac Millan, New York 1930 (4. Auflage 1967).